# Mistrzostwa Europy w Lekkoatletyce 1982 – bieg na 1500 m kobiet
Bieg na dystansie 1500 metrów kobiet był jedną z konkurencji rozgrywanych podczas XIII mistrzostw Europy w Atenach. Rozegrano od razu bieg finałowy 11 września 1982 roku. Zwyciężczynią tej konkurencji została reprezentantka Związku Radzieckiego Olga Dwirna. W rywalizacji wzięło udział trzynaście zawodniczek z dziesięciu reprezentacji.

## Rekordy
| Rekord świata     | Tatjana Kazankina (SUN) | 3:52,47 | Zurych, Szwajcaria    | 13.08.1980 |
| Rekord Europy     | Tatjana Kazankina (SUN) | 3:52,47 | Zurych, Szwajcaria    | 13.08.1980 |
| Rekord mistrzostw | Giana Romanowa (SUN)    | 3:59,01 | Praga, Czechosłowacja | 03.09.1978 |

## Wyniki

### Finał
| Miejsce | Zawodniczka              | Czas    | Uwagi |
| ------- | ------------------------ | ------- | ----- |
| 1       | Olga Dwirna              | 3:57,80 | CR    |
| 2       | Zamira Zajcewa           | 3:58,82 |       |
| 3       | Gabriella Dorio          | 3:59,02 |       |
| 4       | Maricica Puică           | 3:59,31 |       |
| 5       | Ulrike Bruns             | 4:00,78 |       |
| 6       | Tamara Sorokina          | 4:01,22 |       |
| 7       | Weseła Jacinska          | 4:06,08 |       |
| 8       | Elly van Hulst           | 4:07,76 |       |
| 9       | Doina Melinte            | 4:08,49 |       |
| 10      | Aurora Cunha             | 4:12,51 |       |
| 11      | Birgit Friedmann         | 4:14,66 |       |
| 12      | Stavroula Constantinidou | 4:28,95 |       |
| 13      | Katarina Sävestrand      | 4:49,28 |       |